# Carlo Emilio Bonferroni
Carlo Emilio Bonferroni (Bérgamo, 28 de janeiro de 1892 – Florença, 18 de agosto de 1960) foi um matemático italiano, que trabalhou com teoria das probabilidades.
Estudou na Universidade de Turim. Em 1933 foi professor da Universidade de Florença, cargo que manteve até morrer.